# Rogoźniczka
Rogoźniczka – wieś w Polsce położona w województwie lubelskim, w powiecie bialskim, w gminie Międzyrzec Podlaski. Leży wzdłuż biegu drogi krajowej nr 2. Obok miejscowości przepływa niewielka rzeka Złota Krzywula, dopływ Krzny.
W latach 1975–1998 miejscowość administracyjnie należała do województwa bialskopodlaskiego.
Wieś jest sołectwem w gminie Międzyrzec Podlaski. Według Narodowego Spisu Powszechnego z roku 2011 wieś liczyła 217 mieszkańców.
Około 800 metrów na północ przy „Drodze Sturskiej” położona jest Kolonia Rogoźniczka. Nazywana kolonią wsi, w urzędowym wykazie nazw miejscowości nie występuje.
Wierni Kościoła rzymskokatolickiego należą do parafii Matki Bożej Nieustającej Pomocy w Maniach.